# بنیاد حقوق بشر
بنیاد حقوق بشر (انگلیسی: Human Rights Foundation) یک سازمان غیرانتفاعی است که خود را ترویج‌کننده و حامی حقوق بشر در سراسر جهان توصیف میی‌کند، این سازمان تمرکز خود را روی جوامع وابسته گذاشته است. برگزاری کنفرانس‌های انجمن آزادی اسلو از جمله فعالیت‌های این بنیاد است. بنیاد حقوق بشر در ۲۰۰۵ توسط ثور هالورسسن مندوزا کارگردان و تهیه‌کننده فیلم ونزوئلایی تأسیس شد. رئیس فعلی آن گری کاسپارف و مدیر ارشد حقوقی فعلی آن خاویر ال هیج می‌باشند. دفتر مرکزی بنیاد حقوق بشر در شهر نیویورک قرار دارد.

## سازمان
مأموریت بنیاد حقوق بشر «متحد کردن مردم در هدف مشترکشان در دفاع از حقوق بشر و ارتقا دموکراسی لیبرال، برای اطمینان از حفظ و ارتقا آزادی‌ها است.»
وب سایت بنیاد حقوق بشر در مقدمه سایت به تعریف حقوق بشر در میثاق بین‌المللی حقوق مدنی و سیاسی که در (۱۹۷۶) به ثبت رسید پایبند است و معتقد است که همه افراد از حق بیان آزادانه، حق عبادت به سبک خودشان برخوردار هستند. حق انتخاب، حق معاشرت آزادانه با افراد هم فکر، حق تملک و تصرف اموال، حق ترک و ورود به کشورشان، حق برخورد برابر و تشریفات قانونی مطابق قانون، حق شرکت در دولت کشورشان، حق آزادی و پرهیز از بازداشت خودسرانه یا تبعید، آزادی از بردگی و شکنجه و آزادی از مداخله و اجبار در امور وجدانی.
به گفته نیویورک تایمز، بیناد حقوق بشر «به فعالیت قاچاقچیان برای خروج پناهجویان در کشورهای سرکوبگر کمک کرده است، و موضوع حقوق بشر را در ابعاد وسیعتری برای بسیاری از افراد و سرمایه داران برجسته و فن آوران روشن کرده و ارتباطشان را برقرار کرده است».
این شورا در حال حاضر توسط استاد بزرگ شطرنج گری کاسپارف اداره می‌شود.